# Orlando Ortega
Orlando Ortega Alejo (Artemisa, Cuba, 29 de julio de 1991) es un deportista español de origen cubano que compite en atletismo, especialista en las carreras de vallas. Fue subcampeón olímpico en Río de Janeiro 2016.
Participó en tres Juegos Olímpicos de Verano, entre los años 2012 y 2020, obteniendo una medalla de plata en Río de Janeiro, en la prueba de 110 m vallas.
Ganó una medalla de bronce en el Campeonato Mundial de Atletismo de 2019, una medalla de bronce en el Campeonato Europeo de Atletismo de 2018 y una medalla de bronce en los Juegos Panamericanos de 2011.
Estudia Ingeniería Informática en la Universidad Católica San Antonio de Murcia (UCAM).

## Trayectoria
Nació en Cuba, en una familia de deportistas; su abuelo paterno jugó en la selección de fútbol de Cuba y su abuela paterna fue campeona en el 4 × 100 m de los Juegos Panamericanos de 1967. Compitiendo por su país natal obtuvo la medalla de bronce en los Juegos Panamericanos de 2011 y el sexto puesto en los Juegos Olímpicos de Londres 2012. Después del Mundial de 2013 decidió marcharse a España debido a problemas con la federación de su país.
Obtuvo la nacionalidad española en julio de 2015; sin embargo, tuvo que esperar hasta agosto de 2016 para representar internacionalmente a España.
En julio de 2016 batió el récord de España con una marca de 13,04 s. Un mes después pudo competir con el equipo español en los Juegos Olímpicos de Río de Janeiro 2016, donde ganó la medalla de plata al quedar segundo en la final por detrás del jamaicano Omar McLeod. Y en septiembre consiguió el triunfo final en la Liga de Diamante.
En 2017 alcanzó la final tanto en los 60 m vallas del Campeonato Europeo en Pista Cubierta como en los 110 m vallas del Campeonato Mundial, si bien no consiguió subir al podio en ninguna de las dos competiciones. En 2018, en cambio, sí logró otra medalla: bronce en el Campeonato Europeo.
En 2019, después de una temporada con resultados irregulares, decidió marcharse a Chipre para integrarse en el grupo del entrenador Antonis Yannulakis. Tras este cambio volvió a hacer una gran temporada al aire libre, ganando su segundo título final en la Liga de Diamante. Llegó al Campeonato Mundial como número uno del ranking mundial. Sin embargo, tras haber ganado su serie y su semifinal, en la final fue obstaculizado por Omar McLeod y solo pudo acabar quinto. Tras varias reclamaciones,  el jurado de apelación de la IAAF le concedió la medalla de bronce, entregándose de este modo dos bronces en la prueba. Por los triunfos de esa temporada, la RFEA lo eligió como mejor atleta español de 2019.
Se clasificó para participar en los Juegos Olímpicos de Tokio 2020, pero una lesión en los entrenamientos lo obligó a retirarse antes de su primera carrera.
Tras casi cinco años sin poder competir internacionalmente, participó en los 110 m vallas del Campeonato de Europa de 2024, donde llegó a semifinales.

## Palmarés internacional
| Representando a Cuba   |                         |                   |              |
| Juegos Panamericanos   |                         |                   |              |
| Año                    | Lugar                   | Medalla           | Prueba       |
| 2011                   | Guadalajara (México)    | Medalla de bronce | 110 m vallas |
| Representando a España |                         |                   |              |
| Juegos Olímpicos       |                         |                   |              |
| Año                    | Lugar                   | Medalla           | Prueba       |
| 2016                   | Río de Janeiro (Brasil) | Medalla de plata  | 110 m vallas |
| Campeonato Mundial     |                         |                   |              |
| Año                    | Lugar                   | Medalla           | Prueba       |
| 2019                   | Doha (Catar)            | Medalla de bronce | 110 m vallas |
| Campeonato Europeo     |                         |                   |              |
| Año                    | Lugar                   | Medalla           | Prueba       |
| 2018                   | Berlín (Alemania)       | Medalla de bronce | 110 m vallas |

## Competiciones internacionales
| Año  | Competición                          | Sede        | Puesto            | Prueba       | Marca |
| ---- | ------------------------------------ | ----------- | ----------------- | ------------ | ----- |
| 2010 | Campeonato Mundial Junior            | Moncton     | DNF               | 110 m vallas | –     |
| 2011 | Juegos Panamericanos                 | Guadalajara | Medalla de bronce | 110 m vallas | 13,30 |
| 2012 | Campeonato Mundial en Pista Cubierta | Estambul    | 9.º (semifinal)   | 60 m vallas  | 7,71  |
| 2012 | Juegos Olímpicos                     | Londres     | 6.º               | 110 m vallas | 13,43 |
| 2013 | Campeonato Mundial                   | Moscú       | 25.º (series)     | 110 m vallas | 13,69 |

| Año  | Competición                          | Sede           | Puesto            | Prueba       | Marca |
| ---- | ------------------------------------ | -------------- | ----------------- | ------------ | ----- |
| 2016 | Juegos Olímpicos                     | Río de Janeiro | Medalla de plata  | 110 m vallas | 13,17 |
| 2017 | Campeonato Europeo en Pista Cubierta | Belgrado       | 7.º               | 60 m vallas  | 7,64  |
| 2017 | Campeonato Europeo por Equipos       | Lille          | 1.º               | 110 m vallas | 13,20 |
| 2017 | Campeonato Mundial                   | Londres        | 7.º               | 110 m vallas | 13,37 |
| 2018 | Campeonato Europeo                   | Berlín         | Medalla de bronce | 110 m vallas | 13,34 |
| 2019 | Campeonato Europeo en Pista Cubierta | Glasgow        | 4.º               | 60 m vallas  | 7,64  |
| 2019 | Campeonato Europeo por Equipos       | Bydgoszcz      | 1.º               | 110 m vallas | 13,38 |
| 2019 | Campeonato Mundial                   | Doha           | Medalla de bronce | 110 m vallas | 13,30 |
| 2021 | Juegos Olímpicos                     | Tokio          | DNS               | 110 m vallas | --    |
| 2024 | Campeonato Europeo                   | Roma           | 13.º (sf.)        | 110 m vallas | 13,64 |

1. 1 2  En el Campeonato de Europa por Equipos no se entregan medallas en las pruebas individuales